# Битка за Крушевац 1454.
Битка за Крушевац 1454. је вођена 2. октобра 1454 између Деспотовине Србије и њеног савезника Краљевине Угарске против Османског царства.

## Догађаји који су претходили
После пада Цариграда дошла је на ред Србија. Султан је тражио од деспота да му уступи Голубац и Смедерево, да би имао више сигурности за његово држање и отворенији пут за Угарску. Деспот на то није могао да пристане, а султан је потом, у лето 1454, напао Србију. Ударио је на Смедерево, али га није могао заузети због јаких градских бедема. Изненађен, деспот није могао да организује отпор у Србији, него је прешао у Мађарску, да тамо тражи помоћи. Мађари су се брзо одазвали. Кад је султан под Смедеревом чуо, да је лично Хуњади стигао у Београд, напустио је одмах даљу опсаду и повукао се у Софију. Са својом и деспотовом коњицом Хуњади је продро до Крушевца и ту потпуно разбио турску посадну војску.

## Битка за Крушевац
Вођена је 2 .октобра 1454. године између снага Српске деспотовине у савезу са Краљевином Мађарском са једне и Отоманског царства са друге стране.
Током 1454. Турци су покренули велику инвазију на Србију, на челу које је био сам владар Мехмед II Освајач. На Морави, султана Мехмеда II напустио је Фериз - бега са 32.000 својих војника и покушао да се супротстави могућем контранападу Срба и Угара. Срби нису оклевали да направе први корак и две војске су се среле и после жестоке борбе српска пешадија и коњица потиснула је турску. Српску војску из јужних крајева Србије тј. Дубочице предводио је Никола Скобаљић.
После победе Јанош Хуњади је заједно са Србима покренуо велику офанзиву против Турака. Никола Скобаљић је наставио његовим путем на југ како би потиснуо Турску војску која се налазила у околини Лесковца и однео неколико великих победа против војске султана Мехмеда II. војсци.

## Догађаји након битке
- Повлачење Мехмеда II до Софије. Привремено ослобађање јужне Србије.
- Фериз -бег је одведен у заробљеништво у Смедерево, са 18 својих помоћника.
- Санџак-бег Исаковић је посечен, док се за Есе бега Авранезовића није знало да ли је успео да побегне или је настрадао.[4]